# Jacinto Benavente
Jacinto Benavente (Madrid, 12 de agosto de 1866-Madrid, 14 de julio de 1954) fue un dramaturgo, director, guionista y productor de cine español. Prolífico autor teatral, en 1922 fue galardonado con el Premio Nobel de Literatura.

## Biografía

### Primeros años
Una placa municipal, en la fachada del número 27 de la calle del León, en Madrid, recuerda que en el piso principal del inmueble nació Jacinto Benavente el 12 de agosto de 1866. Fue el tercer hijo de Venancia Martínez y Mariano Benavente, médico pediatra, profesión que seguiría el primogénito, Avelino. Bautizado en la cercana parroquia de San Sebastián, se educó en el Colegio de San José de la calle Barrionuevo. Concluido el bachillerato, tras pasar el convencional y obligatorio examen por libre en el Instituto de San Isidro (centro oficial al que estaba asignado su colegio), Benavente emprendió los estudios de Derecho en el caserón de San Bernardo, sede de la primitiva universidad madrileña. El propio escritor lo refleja así en su diario de 1885: «DIA 13. Universidad. Clases de Civil y Penal. Fornos. Lectura de periódicos. Paseo. Noche. Escritura».
Con la muerte de su padre en 1885 y gracias al desahogo económico que le brindó la herencia, abandonó los estudios de Derecho para dedicarse a la literatura y viajar por Francia y Rusia. Durante un tiempo fue empresario de circo y algunos biógrafos, como Fernando Lázaro Carreter y Ángel Lázaro, sugieren que trabajó inclusive en él, porque estaba enamorado de una trapecista inglesa, la «Bella Geraldine», lo que él siempre negó. Se ha dicho que Benavente, que nunca se casó, era homosexual, si bien nunca se declaró como tal, y sus obras fueron censuradas durante un periodo tras la Guerra Civil por este motivo y por haber sido cofundador en 1933 de la Asociación de Amigos de la Unión Soviética.

### Comienzos y auge
En 1892 publicó su primera obra, Teatro fantástico, a la que sigue un libro de poemas, Versos, otro de cuentos, Vilanos, y uno de crítica, Cartas de mujeres, todos aparecidos al año siguiente.
La amistad del actor y empresario teatral Emilio Mario le abrió los teatros. El primer estreno data de 1894: El nido ajeno, que no tuvo éxito. Fernando Lázaro Carreter señala al respecto que «la obra fracasó porque el público y la crítica fueron ciegos para comprender sus importantes novedades», y agrega que Azorín fue el único que supo valorar las primeras obras del dramaturgo. Este, por su parte, reconoció: «Mal acogida por el público y mucho peor por la crítica». A lo largo de su vida escribirá más de ciento setenta piezas. En Gente conocida (1896) atacaba a las altas clases de la sociedad de la Restauración, pero esta crítica se va diluyendo por una amable reprobación en sus obras siguientes, como La comida de las fieras (1898).

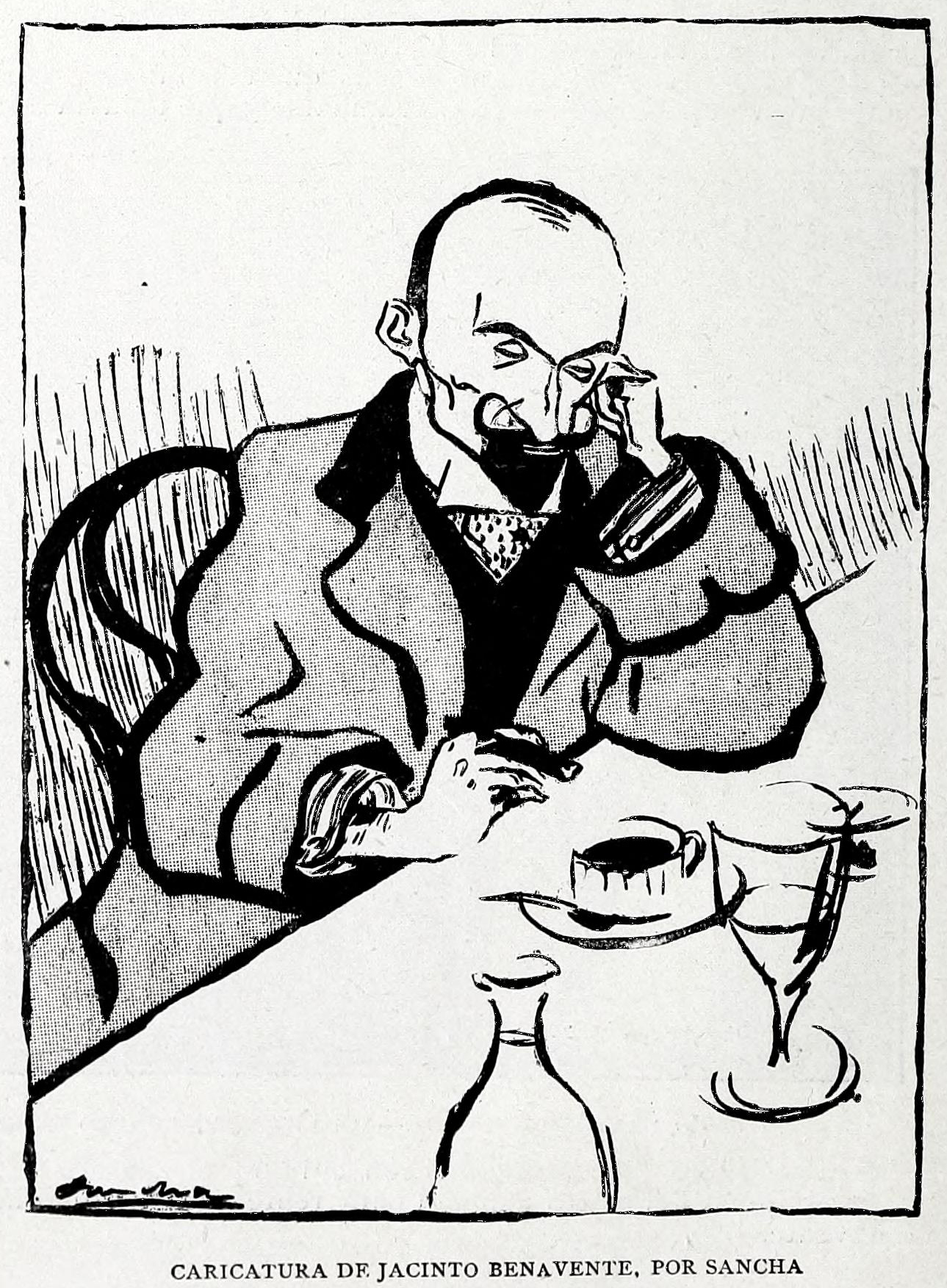
Caricaturizado por Sancha (1904)

En 1899, fundó en Madrid el Teatro Artístico, en el que colaboró Valle Inclán y cuyo objetivo era representar un repertorio guiado por los intereses exclusivos del arte y por su intencionalidad regeneracionista en toda la amplitud del término. Su referencia más inmediata fue, como en otros casos, el Teatro Libre, creado años antes por André Antoine en París. Entre sus propósitos, aluden a la escenificación de obras minoritarias y es perceptible un cierto elitismo endogámico en sus propuestas. A los treinta y dos años ya era un autor conocido y, tras pelearse con Valle-Inclán en la tertulia del Café de Madrid, formó la suya aparte en la Cervecería Inglesa de la Carrera de San Jerónimo.
El éxito le llega con el nuevo siglo: La noche del sábado (1903), Rosas de otoño (1905) y Los intereses creados (1907), considerada su obra maestra. Carreter escribe que «el público lo saca del teatro materialmente en hombros, algunas noches de estreno» y obtiene «la aquiescencia de críticos tan difíciles como Unamuno y Ortega y Gasset».
Ingresó en la Real Academia Española en 1912; a fines de 1913 concluye su mayor éxito, el drama rural La malquerida. Durante la Primera Guerra Mundial se declaró germanófilo, y eso le atrajo ciertas animadversiones, por ejemplo la de Ramón Pérez de Ayala desde las páginas de El Imparcial; y ocupó en 1918 un escaño en el Congreso de los Diputados por el Partido Conservador.

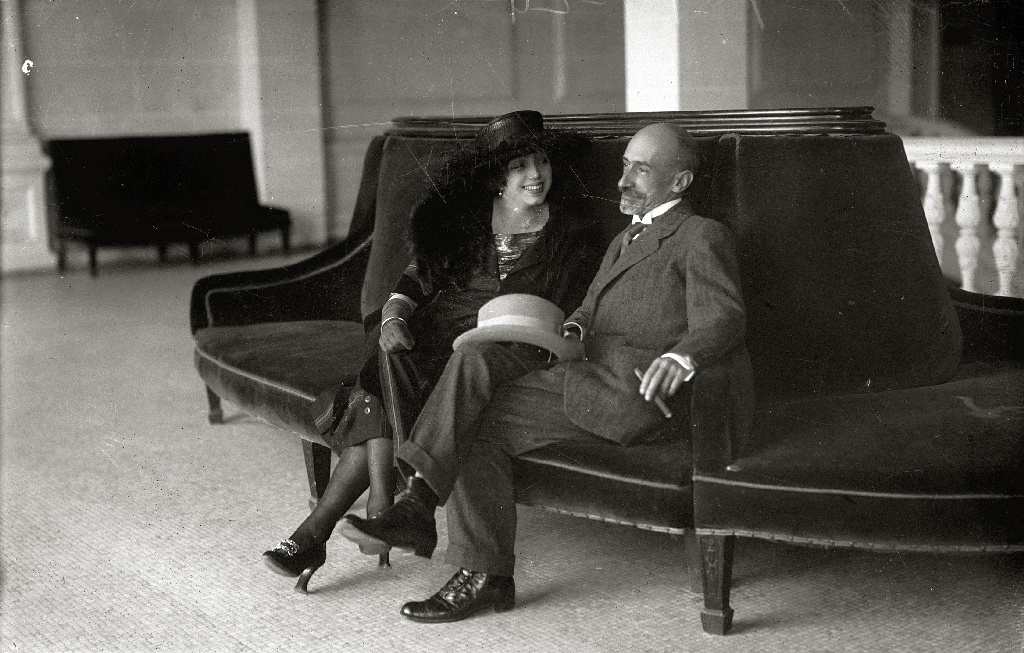
Fotografiado en 1920 en San Sebastián

Después de la muerte de su madre, en 1922, se fue a Argentina como director artístico de una compañía de teatro y fue precisamente durante su viaje cuando se enteró de la concesión del Premio Nobel de Literatura. De regreso en España desde La Habana en julio de 1923, recibió numerosos homenajes (entre ellos, hijo predilecto de Madrid, 1924) y después viaja a Egipto, la Tierra Santa, Oriente Medio y Rusia, donde pasó varios meses. Fue cofundador, el 11 de febrero de 1933, de la Asociación de Amigos de la Unión Soviética, creada en unos tiempos en que la derecha sostenía un tono condenatorio con relación a los relatos sobre las conquistas y los problemas del socialismo en la URSS.

### Guerra civil y últimos años

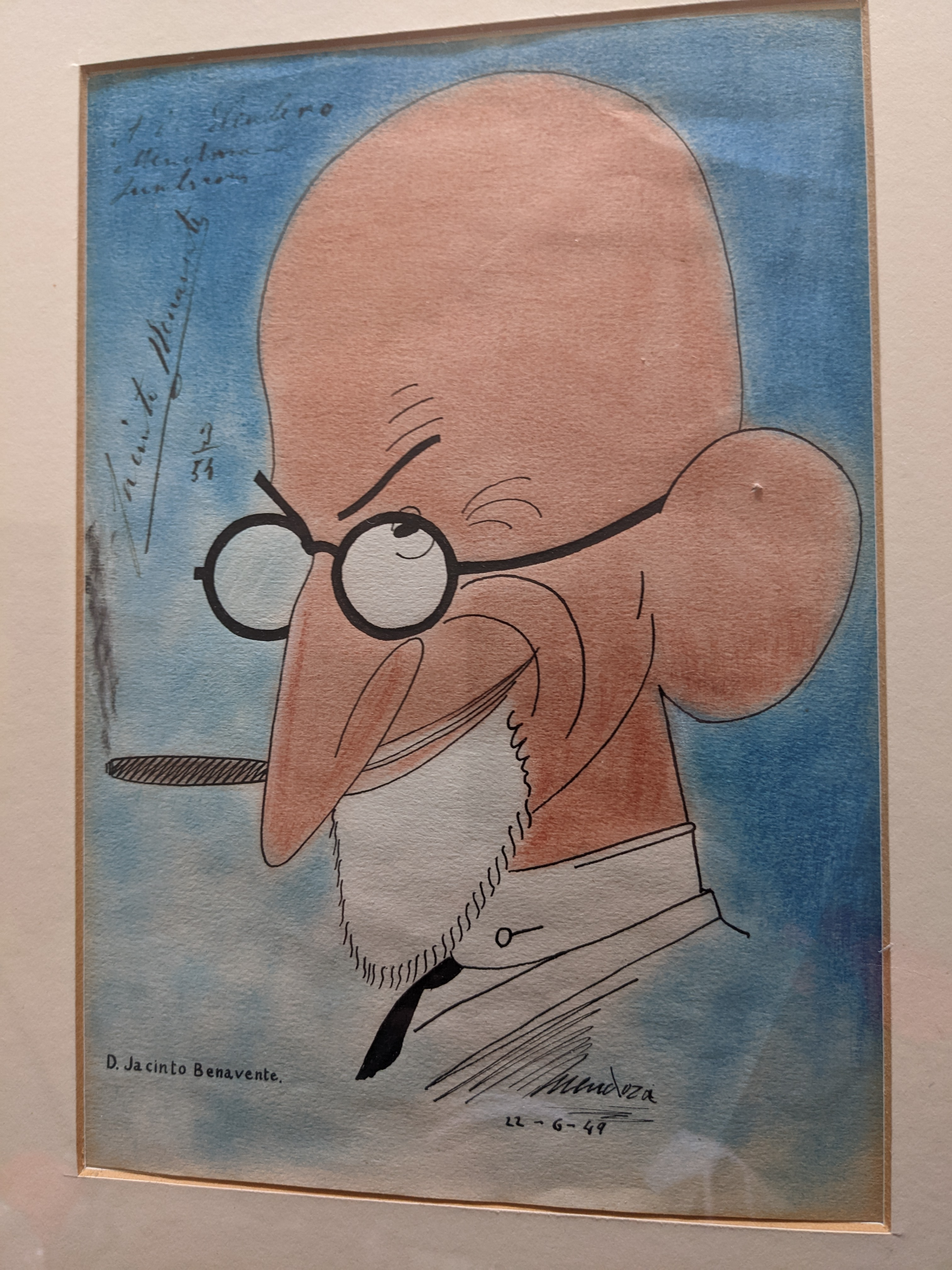
Caricaturizado por Eleuterio Mendoza en 1949

Durante la Guerra Civil, Benavente permaneció primero en Madrid y luego en Valencia, donde las autoridades del Gobierno del Frente Popular le homenajearon repetidamente y donde llegó incluso a actuar en escena interpretando el papel de Crispín en Los intereses creados. Una vez terminado el conflicto, ello le creó serias dificultades, aunque él alegase repetidamente que sus tomas de posición le habían sido impuestas bajo amenaza de muerte.
Su actitud contradictoria le llevó a publicar en Valencia un artículo titulado Traidorzuelos en el que criticaba con ironía la huida de Carlos Arniches de España en 1936; sin embargo, pocos meses después pidió permiso a Juan Negrín para salir del país, que el entonces presidente del Gobierno le denegó por razones de preservación de la moral de la población.
Por su actitud cercana a la República, durante el franquismo de posguerra se llegó al curioso extremo de permitir la puesta en escena de sus obras, pero sin indicar su nombre, que pasaba a ser «por el autor de La malquerida». Sin embargo, no ahorró demostraciones de adhesión al nuevo régimen en piezas como Lo increíble (1940), Aves y Pájaros (1941) y Abuelo y nieto (1941); es más, en Valencia subió a la tribuna presidencial para asistir al desfile de las tropas «nacionales» y su presencia en la plaza de Oriente de Madrid en la gran manifestación profranquista de 1946 —presencia abundantemente comentada y fotografiada en la prensa— le congració el aprecio del régimen y terminó con el silencio oficial que la censura había impuesto sobre su persona y sus obras. En ese mismo año, además, recibió el Premio Mariano de Cavia de periodismo por su artículo «Al dictado», publicado en ABC. Fue presidente, a título honorario, de la Asociación de Escritores y Artistas Españoles durante el periodo de 1948 a 1954. Amigo de Mary Carrillo, fue padrino de Las hermanas Hurtado. Vivió sus últimos años con esta familia en Galapagar, y reposa en el cementerio de esta localidad española. Falleció en su casa de la calle Atocha de Madrid el 14 de julio de 1954.

## Obra

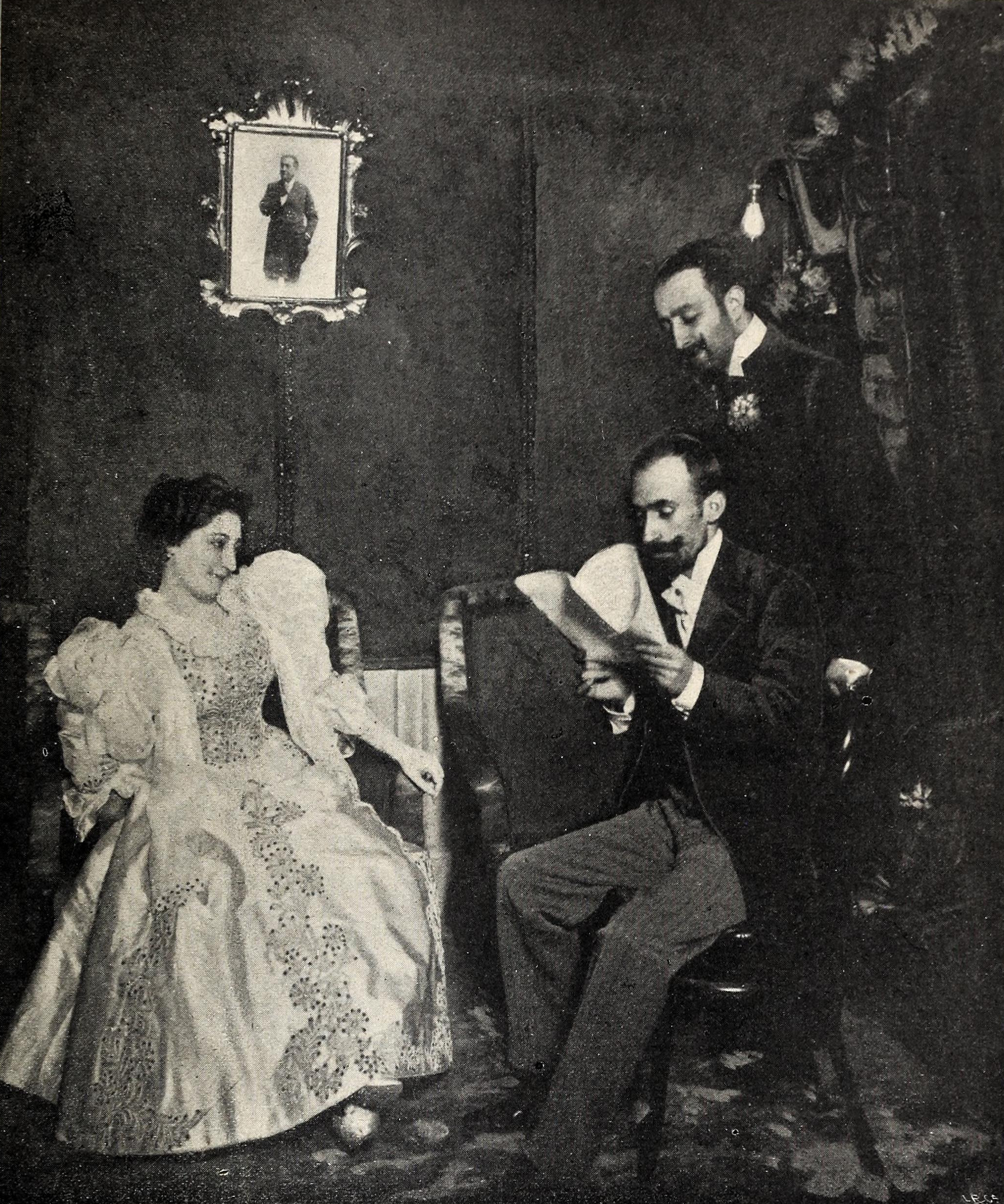
Jacinto Benavente en 1896 fotografiado por Franzen mientras lee Gente conocida a Carmen Cobeña y a Emilio Thuillier (Blanco y Negro, 31 de octubre de 1896)

Abordó casi todos los géneros teatrales: tragedia, comedia, drama, sainete. Todos los ambientes encontraron cabida y expresión cabal en su escena: el rural y el urbano, el plebeyo y el aristócrata. Su teatro constituye una galería completa de tipos humanos. La comedia benaventina típica, costumbrista, moderna, incisiva, supone una reacción contra el melodramatismo desorbitado de Echegaray. Lejos del aparato efectista de este último, Benavente construye sus obras tomando como fundamento la vida. Realismo, naturalidad y verosimilitud son los tres supuestos de que parte su arte, sin excluir en muchos momentos cierto hálito de poesía o de exquisita ironía. Conoce perfectamente todos los recursos escénicos y sabe dar relieve dramático a las acciones más intrascendentes. En realidad, puede decirse que con su primera obra estrenada, El nido ajeno (1894), en que plantea un problema de celos entre hermanos, abre un nuevo periodo en la dramaturgia española.
En Cartas de mujeres (1893) se advierte ya su interés por la psicología femenina, característica que aparecerá en toda su obra; El nido ajeno, Gente conocida (1896) y La comida de las fieras (1898) constituyen una reacción contra el teatro moralizador de Manuel Tamayo y Baus o de Benito Pérez Galdós.

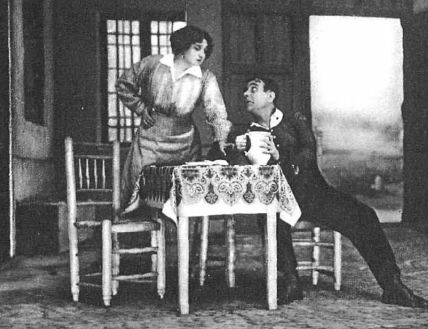
María Guerrero en una escena de La malquerida (1913)

A partir de 1901, su teatro adquiere mayor profundidad con obras como La noche del sábado (1903), novela escénica impregnada de poesía; El dragón de fuego (1903), y Los intereses creados (1907), hábil combinación de sátira y humor, donde culmina su arte innovador. En ella se ponen en movimiento los personajes de la commedia dell'arte italiana, con psicología española, y se hace una sutil y perspicaz crítica del positivismo imperante en la sociedad contemporánea. La obra logró tan entusiasta acogida que el público enfervorizado llevará a su autor en hombros hasta su domicilio, al término de su representación en el teatro Lara de Madrid.
En 1908 estrenó La fuerza bruta, fundando al año siguiente, junto con el actor Porredón, un teatro para niños. En otras obras los principios educativos se mezclan con ambientes y motivos fantásticos (El príncipe que todo lo aprendió en libros, 1909). Señora ama (1908) y La malquerida (1913) pertenecen al subgénero del drama rural. Se inspiran en un pueblo de la provincia de Toledo, Aldea en Cabo, en que pasó largos periodos de tiempo y presentan como personajes centrales caracteres femeninos dominados sexualmente por hombres de escasa altura moral.
En total habría escrito 172 obras cuando murió. Cultivó además la poesía (Versos, 1893), el cuento, el periodismo y otras modalidades literarias (Cartas de mujeres, 1893; Pensamientos, 1931) con muy destacado acierto. Crítico de teatro en el periódico El Imparcial, recogió sus artículos en De sobremesa (1910, 5 volúmenes), El teatro del pueblo, Acotaciones (1914) y Crónicas y diálogos (1916).

### Adaptaciones al cine
Atento a la innovación que supuso para el mundo del teatro y la literatura la puesta en imágenes de historias con la llegada del cinematógrafo, comandó una adaptación de su célebre Los intereses creados en 1911 que, según los historiadores de cine, es la mejor traslación a la pantalla de una obra suya. Si no se ha hecho ninguna obra maestra más con sus historias, quedan en el recuerdo un par de títulos apreciables: La malquerida (1949, Emilio Fernández); Vidas cruzadas (1942, Luis Marquina); La noche del sábado (1950, Rafael Gil); Pepa Doncel (1969, Luis Lucia Mingarro).

## Comentarios sobre el estilo
Su penetración y conocimiento del idioma castellano son destacados, introduciendo hábiles críticas sobre el mal uso que de él se hace en los ambientes cotidianos. Por eso sus textos poseen una gran calidad de página. Destaca su especialmente sutil manejo de la ironía, que utiliza para denunciar la manipulación desde medios jurídicos, políticos o informativos con la alteración de la sintaxis y lexicografía (véase la conclusión de Los intereses creados, donde una sentencia acusatoria se trueca en exculpatoria, con la simple transposición de una coma), y sus diálogos ingeniosos lo acercan a veces al arte expresivo de Oscar Wilde.

## Limitaciones de su obra

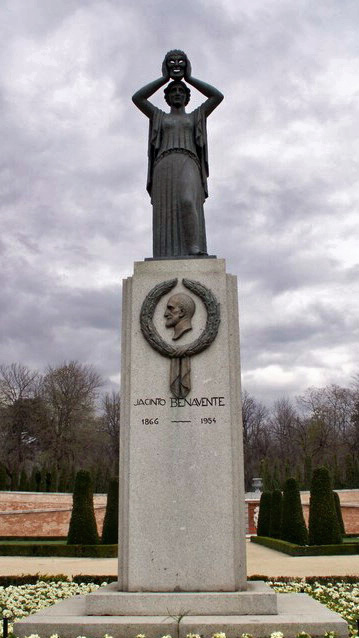
Monumento a Jacinto Benavente en los Jardines del Retiro de Madrid, obra de Victorio Macho.

El teatro español de principios del siglo XX está alejado de los acontecimientos teatrales del resto de Europa, donde ya se ha producido una innovación con directores como André Antoine o Konstantín Stanislavski y autores como Henrik Ibsen y Antón Chéjov. El arte dramático español sigue siendo por estos años un producto consumido por la burguesía acomodada que asiste a los teatros para ver y ser vista.
En España, Benavente toma el relevo a Echegaray y su teatro posromántico. Sus obras dominan los escenarios españoles del primer tercio del siglo XX y aún continuará su presencia hasta mediados de siglo, siendo el autor más valorado por el público de su tiempo. Su mejor teatro, a juicio de los estudiosos, es el de su primera etapa, la que va desde finales del siglo XIX a la década de  1920. Esta etapa supone una ruptura con el posromanticismo y lo que tiene de teatro declamatorio, incorporando el teatro realista a la escena española. Es un teatro en prosa con estilo naturalista y las obras divididas en tres actos, acorde con la tendencia de otros autores del momento.

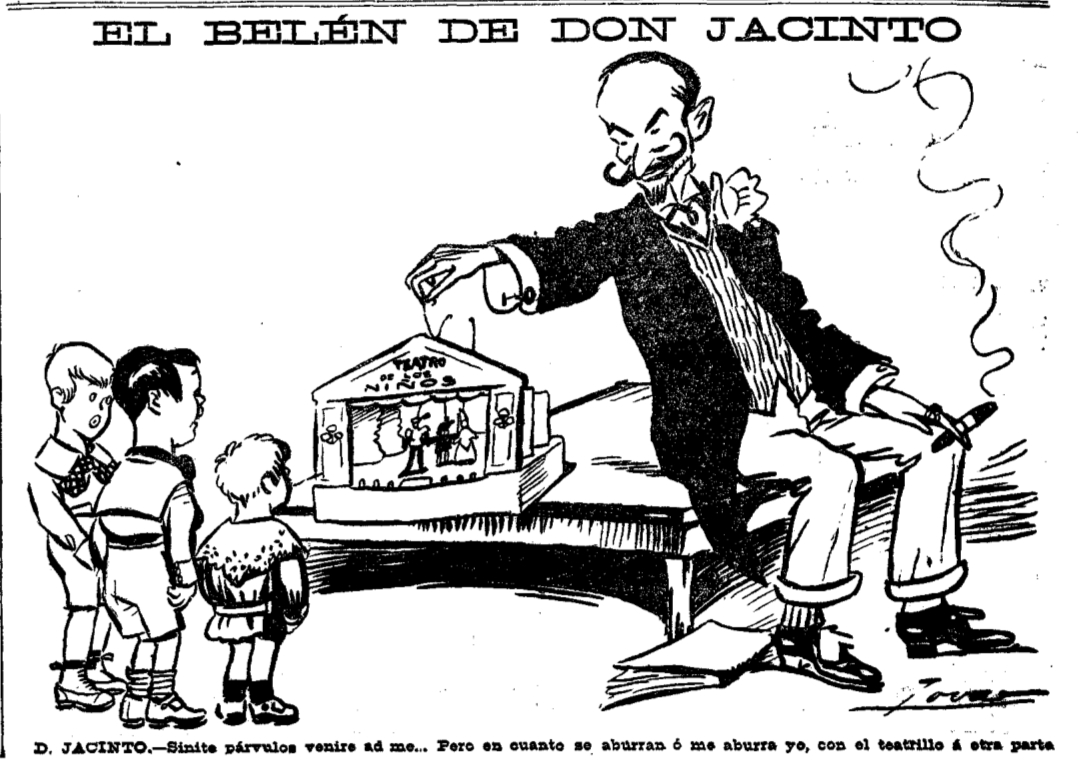
«El Belén de don Jacinto» (El Liberal, 1909)

Benavente dominaba los resortes teatrales, la carpintería teatral. Los críticos de su obra coinciden en destacar «su triple condición de satírico, crítico implacable y analista sutil de la sociedad, así como su dominio pleno de los recursos formales de la construcción de la pieza teatral». No obstante, a juicio de sus críticos, su teatro tiene una serie de limitaciones que derivan de su excesiva verbosidad retórica en detrimento de la dramaturgia y la acción; su estancamiento en las fórmulas teatrales de principios del siglo XX y el enfocar la obra hacia el consumo de la burguesía, el público que entonces llenaba las salas, no traspasando el umbral de una crítica que esta pudiera soportar.
Pérez Ayala encabezó la crítica de su teatro y, según su juicio, destacó «no sólo las limitaciones derivadas de su servidumbre a una concepción tan pobre del realismo sino también la escasa altura intelectual de sus planteamientos». Ayala consideró que el teatro de Benavente se estancó en un canon naturalista cuando esa etapa ya estaba superada.
Gonzalo Torrente Ballester escribiría sobre su teatro: «La técnica benaventina es lo más flojo de su obra dramática, y en este sentido su influencia fue funesta. De una manera general, puede definirse como técnica del escamoteo. La sabiduría, el oficio de Benavente, son indudables y a veces los ejerce de manera positiva, otras de manera ingenua y las más, de modo enteramente negativo... ¿En qué consiste esa negatividad? En la sustitución sistemática de la acción por la narración o la ilusión; en el escamoteo de los momentos fuertemente dramáticos, que siempre acontecen fuera de escena o entre acto y acto». A ese respecto Borel dirá que su teatro tenía más de novela que de teatro: «Benavente recurre constantemente al relato, que es una técnica característica de la novela; más que mostrar, cuenta, hace ilusión. El diálogo está a menudo formado por una serie de largas réplicas, de carácter puramente retórico, bien compuestas, pero sin ninguna tensión dramática». Apuntando también: «Hay, en fin, en Benavente una actitud moralizante que es difícil de soportar».
José Monleón señala a propósito de su obra: «En el primer Benavente —el mejor— hay asomos de un teatro crepuscular. Sólo asomos, porque el chejovianismo de tales obras suele ser pulverizado por un pensamiento trivial y por las concesiones sentimentales que, finalmente, ofrece al público».
Si bien Benavente conectó con su público, su teatro muere con la sociedad a la que iba destinado. Como dice Monleón, «el triunfo de Benavente confiere hoy a sus textos un valor de documento. El fracaso de Valle, y la explicación del mismo a través del esperpento —de su texto, de su estructura teatral y de su base crítica y agónica—, es también otro dato histórico. Con la diferencia de que Benavente, por morir con su sociedad, es sólo historia, mientras que Valle, por encararla y vivirla trágicamente, es y será siempre extraordinario teatro». César Oliva concluye:

Un siglo después, apenas si representa más que una reputación que pocos niegan, pero casi nadie apoya desde los escenarios. Salvo Los intereses creados, y algún que otro drama rural, poco pervive de un autor que lo fue todo en el teatro español.

## Ideología
Las distintas y muy variopintas actitudes políticas e ideológicas que Jacinto Benavente adoptó lo definen como fundamentalmente acomodaticio, burgués y conservador. Durante la Primera Guerra Mundial se declaró germanófilo. Apoyó a Antonio Maura en La ciudad alegre y confiada (1916) y su connivencia con la dictadura de Primo de Rivera le valió el desprecio de la intelectualidad. Correspondió él con la misma moneda: si en La noche iluminada (1927) acoge un espacio vanguardista de los que tanto gustaban a la generación del 27, luego se burló de esas mismas tentativas escénicas de vanguardia en Literatura (1931). Si defendió la revolución soviética en Santa Rusia (1933), fue a trueque de expresar un fascismo sin pudor en sus obras de posguerra desde 1940. La Guerra Civil le pilló en zona republicana (Barcelona) e hizo declaraciones en favor del Gobierno republicano que luego afirmó fueron forzadas por las autoridades y de las que continuamente se desdijo en piezas como Aves y pájaros (1940), Abuelo y nieto (1941), La enlutada (1942) o La ciudad doliente (1945), asistiendo además a no pocos actos oficiales del franquismo, el cual, tras mostrarse reticente con sus obras, terminó por aceptarlas como muestras del teatro de los vencedores.

## Todas las obras
- Comedia italiana
- El criado de don Juan
- El nido ajeno
- La blancura de Pierrot
- Cuento de primavera
- Amor de artista
- Modernismo
- El encanto de una hora (1892)
- Teatro fantástico (1892)
- Vilanos (1893)
- Versos (1893)
- Cartas de mujeres (1893)
- El nido ajeno (1894)
- Gente conocida (1896)
- El marido de la Téllez (1897)
- De alivio (1897)
- Don Juan (1897)
- La farándula (1897)
- Figulinas (1898)
- La comida de las fieras (1898)
- Teatro feminista (1898)
- Operación quirúrgica (1899)
- Despedida cruel (1899)
- La gata de Angora (1900)
- Viaje de instrucción (1900)
- Por la herida (1900)
- Modas (1901)
- La gobernadora (1901)
- Sin querer (1901)
- Sacrificios (1901)
- Lo cursi (1901)
- La gobernadora (1901)
- El primo Román (1901)
- Amor de amor (1902)
- En tren de los maridos (1902)
- Alma triunfante (1902)
- El automóvil (1902)
- La noche del sábado (1903)
- El hombrecito (1903)
- Los favoritos (1903)
- Por que se ama (1903)
- Al natural (1903)
- La casa de la dicha (1903)
- No fumadores (1904)
- El dragón de fuego (1904)
- Los malhechores de bien (1905)
- Rosas de verano (1905)
- Rosas de otoño (1905)
- El susto de la condesa (1905)
- Cuento inmoral (1905)
- La sobresalienta (1905)
- Las cigarras hormigas (1905)
- La princesa bebé (1906)
- Más fuerte que el amor (1906)
- El amor asusta (1907)
- Los búhos (1907)
- Los intereses creados (1907)
- Abuela y nieta (1907)
- La copa encantada (1907)
- La princesa sin corazón (1907)
- Todos somos unos (1907)
- La historia de Otelo (1907)
- Los ojos de los muertos (1907)
- Señora ama (1908)
- La sonrisa de Gioconda (1908)
- La fuerza bruta (1908)
- El marido de su viuda (1908)
- De pequeñas causas (1908)
- Hacia la verdad (1908)
- Ganarse la vida (1909)
- El último minué (1909)

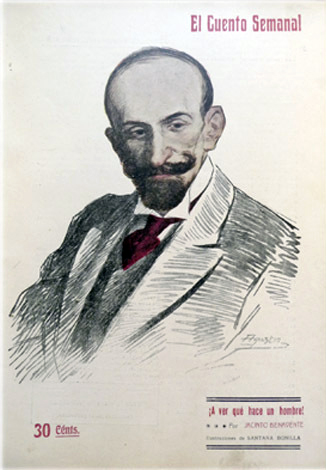
¡A ver qué hace un hombre! en El Cuento Semanal (1909), portada de Agustín.

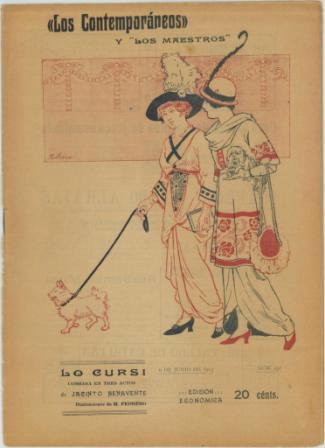
Lo cursi en Los Contemporáneos (1913), portada de Pedrero.

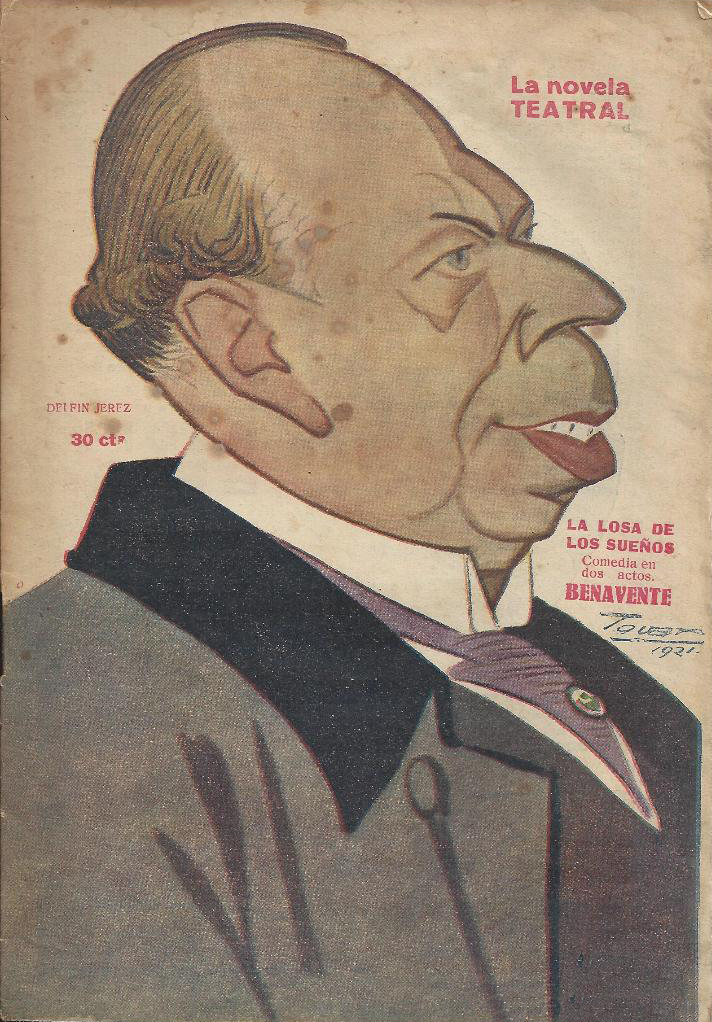
La losa de los sueños en La Novela Teatral (1921), portada de Tovar.

- La escuela de las princesas (1909)
- El príncipe que todo lo aprendió en los libros (1909)
- Por las nubes (1909)
- De cerca (1909)
- ¡A ver qué hace un hombre! (1909)
- La señorita se aburre (1909)
- El nietecito (1910)
- Caridad (1911)
- El criado de Don Juan (1911)
- La losa de los sueños (1911)
- La malquerida (1913)
- El collar de estrellas (1915)
- La verdad (1915)
- La propia estimación (1915)
- La ciudad alegre y confiada (1916)
- Campo de armiño (1916)
- El mal que nos hacen (1917)
- Los cachorros (1918)
- Mefistófela (1918)
- La Inmaculada de los Dolores (1918)
- La ley de los hijos (1918)
- Por ser con todos leal, ser para todos traidor (1919)
- La vestal de Occidente (1919)
- El audaz (1919)
- La honra de los hombres (1919)
- La Cenicienta (1919)
- Y va de cuento (1919)
- La fuerza bruta (1919)
- Una señora (1920)
- Una pobre mujer (1920)
- Más allá de la muerte (1922)
- Por que se quitó Juan de la bebida (1922)
- Lecciones de buen amor (1924)
- Un par de botas (1924)
- Alfilerazos (1924)
- La otra honra (1924)
- La virtud sospechosa (1924)
- Nadie sabe lo que quiere, o el bailarín y el trabajador (1925)
- ¡Si creerás tú que es por mi gusto! (1925)
- El suicidio de Lucerito (1925)
- Los nuevos yernos (1925)
- La mariposa que voló sobre el mar (1926)
- La noche iluminada (1927)
- El hijo de Polichinela (1927)
- A las puertas del cielo (1927)
- El demonio fue antes ángel (1928)
- Pepa Doncel (1928)
- Para el cielo y los altares (1928)
- ¡No quiero, no quiero! (1928)
- Vidas cruzadas (1929)
- Los amigos del hombre (1930)
- Los andrajos de la púrpura (1930)
- De muy buena familia (1931)
- Literatura (1931)
- La melodía del jazz-band (1931)
- Cuando los hijos de Eva no son los hijos de Adán (1931)
- La moral del divorcio (1932)
- Santa Rusia (1932)
- La duquesa gitana (1932)
- Le verdad inventada (1933)
- El rival de su mujer (1933)
- La novia de nieve (1934)
- El pan comido en la mano (1934)
- Ni al amor ni al mar (1934)
- Memorias de un madrileño (1934)
- No juguéis con esas cosas (1935)
- Cualquiera lo sabe (1935)
- Lo increíble (1940)
- Aves y pájaros (1940)
- Abuelo y nieto (1941)
- Y amargaba (1941)
- La última carta (1941)
- La honradez de la cerradura (1942)
- La culpa es tuya (1942)
- Al fin, mujer (1942)
- ¡Hija del alma! (1942)
- La enlutada (1943)
- El demonio del teatro (1943)
- Don Magín el de las magias (1944)
- Los niños perdidos en la selva (1944)
- Espejo de grandes (1944)
- Nieve en mayo (1945)
- La infanzona (1945)
- La ciudad doliente (1945)
- Titania (1945)
- Al servicio de su majestad imperial (1947)
- La infanzona (1948)
- Abdicación (1948)
- Divorcio de almas (1948)
- Adoración (1948)
- Al amor hay que mandarlo al colegio (1950)
- Su amante esposa (1950)
- Tú una vez y el diablo diez (1950)
- Máter Imperátrix (1950)
- La vida en verso (1951)
- Ha llegado Don Juan (1952)
- El lebrel del cielo (1953)
- El alfiler en la boca (1953)
- Servir (1953)
- Almas prisioneras (1953)
- Caperucita asusta al lobo (1953)
- Hijos padres de sus padres (1954)
- El marido de bronce (1954)
- Por salvar su amor (1954)
- El bufón de Hamlet (1958)

### Adaptaciones
Entre paréntesis, la obra original o el autor en que se basan.
- Cuento de amor (1899; Noche de reyes de Shakespeare)
- ¡Libertad! (1902; Santiago Rusiñol)
- Mademoiselle de Belle-Isle (1903; Alexandre Dumas padre)
- Richelieu (1904; Edward Bulwer-Lytton)
- Manon Lescaut (1905; adaptación de la novela de Prévost, en colaboración con Alonso Danvila)
- Buena boda (1905; Un beau mariage de Émile Augier)
- El rey Lear (1911; El rey Lear de Shakespeare)
- El destino manda (1914; Le destin est maître de Paul Hervieu)
- La túnica amarilla (1916; George C. Hazelton y Harry Benrimo)
- El audaz (1919; adaptación de la novela homónima de Benito Pérez Galdós)

### Otras obras
- Teatro fantástico (1892, esbozos dramáticos)
- Versos (1893)
- Figulinas (1898), cuentos y esbozos dramáticos.
- Cartas de mujeres (1893)
- Noches de verano (1900) esbozo dramático.
- Vilanos (1905), cuentos y esbozos dramáticos.
- Teatro rápido (1906), esbozos dramáticos.
- El príncipe que todo lo aprendió en los libros (1909)
- El teatro del pueblo (1909), crítica.
- Palabras, palabras, palabras (1911), crónicas y críticas.
- Acotaciones (1914), crítica, primera serie.
- De sobremesa (1910-1916), crónicas y críticas, 6 vols.
- Crónicas y diálogos (1916)
- Plan de estudios para una Escuela de Arte Escénico (1916)
- El año germanófilo (1916), prólogo.
- Pulsando mi lira (1944) de Luis María Burillo, prólogo.
- Aromas de un vergel (1949) de Luis María Burillo, prólogo.

## Premios y distinciones
- Premio Nobel de Literatura, 1922
- Hijo adoptivo de Nueva York, 1923[5]
- Hijo predilecto de Madrid, 1924
- Gran Cruz de Alfonso X el Sabio, 1944[22]
- Medalla de Oro al Mérito en el Trabajo, 1950
- Hijo adoptivo de Galapagar, 2016[23]